# Adolphe de Neuchatel

Wapenschild de Neuchatel

Wapenschild de Valangin d'Arberg

Louis Paul Adolphe de Neuchatel (Brussel, 9 maart 1802 - Leuven, 21 juli 1877) was een Belgisch edelman.

## Levensloop
- Adolphe de Neuchatel werd geboren als Louis Chorn dit Matis, de naam van zijn moeder, Marie-Louise Chorn dit Matis. Hij was de natuurlijke zoon van graaf Charles-Philippe Van Arberg de Valangin (1776-1814). Zoals zijn vader werd hij militair en klom op tot de graad van kolonel in het Belgisch leger. Een koninklijk besluit van 29 november 1842 verleende hem de toelating om zijn familienaam te wijzigen in de Neuchatel, de naam van een Zwitserse heerlijkheid die de familie d'Arberg destijds bezat. Het jaar daarop werd hij opgenomen in de Belgische adel met de titel ridder, overdraagbaar bij eerstgeboorte. Hij trouwde in 1844 in Namen met Marie-Françoise van Eyll (1814-1900) en ze hadden twee zoons.
  - Fernand de Neuchatel (1845-1931), kapitein-commandant, trouwde in Brugge in 1884 met Caroline Vercauteren (1848-1912). Ze hadden twee dochters.
    - Jeanne de Neuchatel (1885-1946) trouwde in 1908 in Brugge met baron Georges Iweins de Wavrans (1885-1964), directeur-generaal bij het ministerie van Binnenlandse Zaken.
    - Marthe de Neuchatel (1886-1986) trouwde in 1909 in Brugge met Robert Iweins de Wavrans (1886-1950), inspecteur-generaal bij het ministerie van Binnenlandse Zaken.

  - Arthur de Neuchatel (1847-1922), luitenant-kolonel, trouwde in 1879 in Antwerpen met Anthonia van Aaren (1845-1912). Ze hadden een zoon en een dochter.
    - Marguerite de Neuchatel (1880-1945) trouwde in 1909 in Neerijse met prins Auguste de Bethune Hesdigneul (1868-1933).
    - Raoul de Neuchatel (1884-1956) trouwde in 1928 in Elsene met Winfrède Storms (1886-1977), weduwe van François Dumonceau de Bergendal. Het echtpaar bleef kinderloos.

De mannelijke lijn is uitgedoofd in 1977 en de laatste naamdraagster is overleden in 1986.